# Lotkin zakon
Alfred James Lotka (1880. – 1949.) je bio američki statističar austro-ugarskog podrijetla, koji je istraživao produktivnost autora u određenom znanstvenom području. Utvrdio je da se kada se zna broj autora koji su napisali samo 1 članak, može predvidjeti i broj autora koji su napisali 2, 3 ili 4 članka.

## Lotkin zakon
Lotkin zakon dakle formulira raspodjelu autora koji objavljuju u nekoj disciplini, u odnosu na njihovu produktivnost.
Lotka je otkrio da ako je broj autora koji su napisali 1 članak 100, onda će npr. broj autora koji su napisali 4 članka biti 5.
Takva distribucija produktivnosti je česta u prirodnim znanostima, ali nije jednaka za sve znanosti.

## Povezani zakoni i distribucije
- Bradfordov zakon – zakonitost raspršenosti informacija